# Mer de Bohol
La mer de Bohol ou mer de Mindanao est une mer de l'archipel philippin. Elle est située entre les Visayas et Mindanao et constitue une partie de la mer des Philippines. Elle est bordée au nord par les îles de nombreuses îles dont les plus grandes sont Bohol, Leyte, Cebu et Negros et au sud par Mindanao. Siquijor et Camiguin sont les deux principales îles de cette mer.
La mer de Bohol est reliée au reste de la mer des Philippines par le détroit de Surigao, à la mer des Camotes à travers le détroit de Canigao et le détroit de Bohol, à la mer de Visayan par le détroit de Tañon et à mer de Sulu à travers le détroit entre l'île Negros et la péninsule de Zamboanga. À l'exception de la mer de Sulu, les mers citées précédemment font partie de la mer des Philippines.
Cette mer possède une grande variété de faune et flore marine en faisant un lieu réputé de plongée.

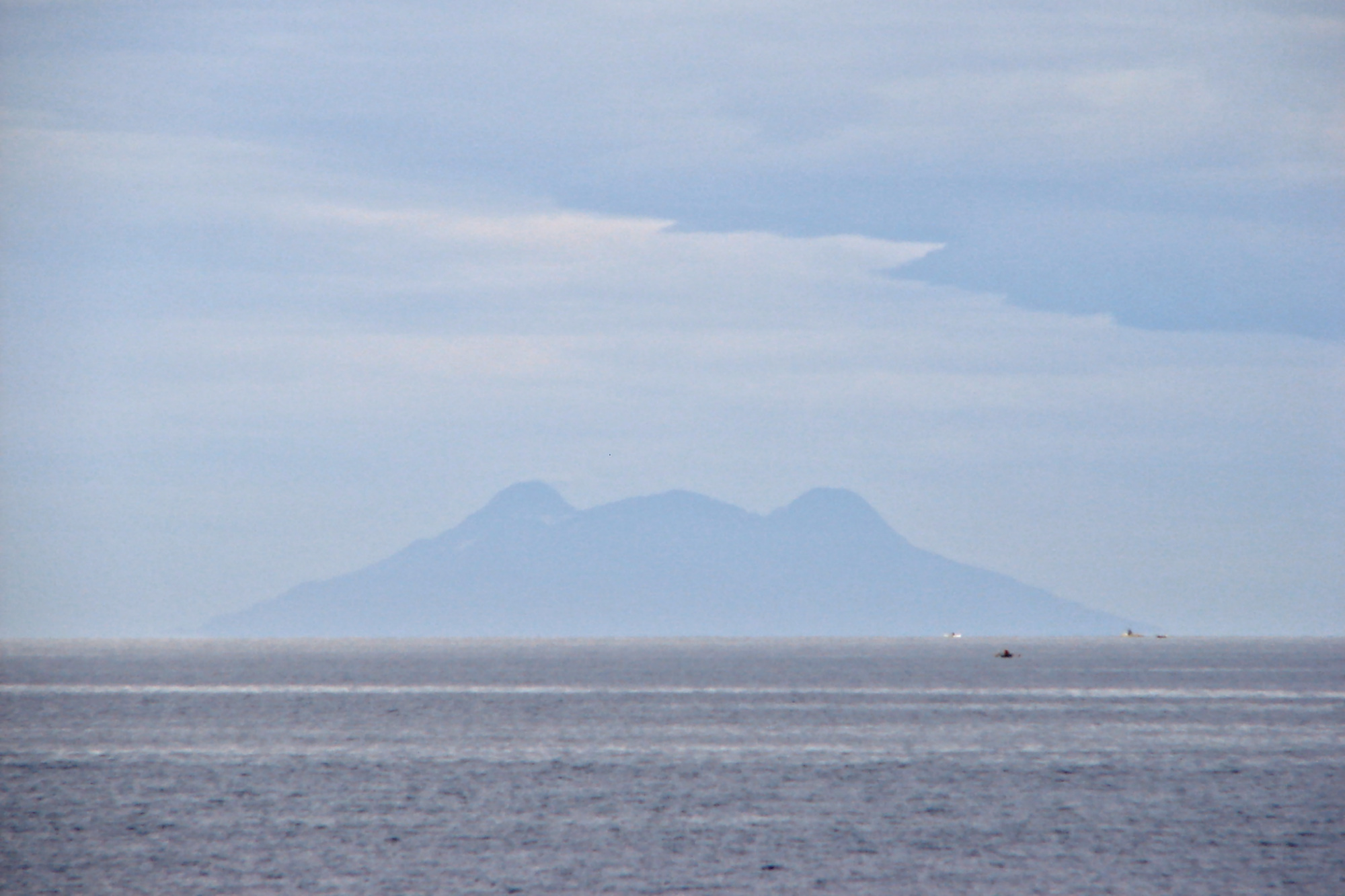
Silhouette de Camiguin dans la mer de Bohol.